# Commodore Amiga (Zeichensatz)
Commodore Amiga ist eine 8-Bit-Zeichenkodierung, die in den späten 1980er Jahren für das Betriebssystem AmigaOS auf den 16-Bit-Homecomputern des Herstellers Commodore entwickelt wurde. Bis auf vier Modifikationen (farblich hervorgehoben) baut sie auf US-ASCII, ISO 8859-1 und den Steuerzeichen aus ISO/IEC 6429 auf. Dem „soft hyphen“ (AD16) oder „bedingten Trennstrich“ ist ein „langer Trennstrich“ zugeordnet. An die Stelle des Steuerzeichens „DEL“ (7F16) tritt ein Punktraster „▒“. Das kleine hochgestellte „a“ (AA16) wird unterstrichen, analog das kleine hochgestellte „o“ (BA16). Dem allgemeinen Währungssymbol (A416) wurde nach der Euro-Einführung das „€“-Zeichen (inoffiziell) zugeordnet. Zu diesem Zeitpunkt war die Entwicklung von Commodore Amiga bereits eingestellt.
| Code | …0   | …1  | …2  | …3  | …4  | …5  | …6  | …7  | …8  | …9   | …A  | …B  | …C                                            | …D  | …E  | …F  |
| ---- | ---- | --- | --- | --- | --- | --- | --- | --- | --- | ---- | --- | --- | --------------------------------------------- | --- | --- | --- |
| 0…   | NUL  | SOH | STX | ETX | EOT | ENQ | ACK | BEL | BS  | HT   | LF  | VT  | FF                                            | CR  | SO  | SI  |
| 1…   | DLE  | DC1 | DC2 | DC3 | DC4 | NAK | SYN | ETB | CAN | EM   | SUB | ESC | FS                                            | GS  | RS  | US  |
| 2…   | SP   | !   | "   | #   | $   | %   | &   | '   | (   | )    | *   | +   | ,                                             | -   | .   | /   |
| 3…   | 0    | 1   | 2   | 3   | 4   | 5   | 6   | 7   | 8   | 9    | :   | ;   | <                                             | =   | >   | ?   |
| 4…   | @    | A   | B   | C   | D   | E   | F   | G   | H   | I    | J   | K   | L                                             | M   | N   | O   |
| 5…   | P    | Q   | R   | S   | T   | U   | V   | W   | X   | Y    | Z   | [   | \                                             | ]   | ^   | _   |
| 6…   | `    | a   | b   | c   | d   | e   | f   | g   | h   | i    | j   | k   | l                                             | m   | n   | o   |
| 7…   | p    | q   | r   | s   | t   | u   | v   | w   | x   | y    | z   | {   | \|\|\|}\|\|~\|\|style="background:#CCFFCC"\|▒ |     |     |     |
| 8…   | PAD  | HOP | BPH | NBH | IND | NEL | SSA | ESA | HTS | HTJ  | VTS | PLD | PLU                                           | RI  | SS2 | SS3 |
| 9…   | DCS  | PU1 | PU2 | STS | CCH | MW  | SPA | EPA | SOS | SGCI | SCI | CSI | ST                                            | OSC | PM  | APC |
| A…   | NBSP | ¡   | ¢   | £   | ¤   | ¥   | ¦   | §   | ¨   | ©    | a   | «   | ¬                                             | –   | ®   | ¯   |
| B…   | °    | ±   | ²   | ³   | ´   | µ   | ¶   | ·   | ¸   | ¹    | o   | »   | ¼                                             | ½   | ¾   | ¿   |
| C…   | À    | Á   | Â   | Ã   | Ä   | Å   | Æ   | Ç   | È   | É    | Ê   | Ë   | Ì                                             | Í   | Î   | Ï   |
| D…   | Ð    | Ñ   | Ò   | Ó   | Ô   | Õ   | Ö   | ×   | Ø   | Ù    | Ú   | Û   | Ü                                             | Ý   | Þ   | ß   |
| E…   | à    | á   | â   | ã   | ä   | å   | æ   | ç   | è   | é    | ê   | ë   | ì                                             | í   | î   | ï   |
| F…   | ð    | ñ   | ò   | ó   | ô   | õ   | ö   | ÷   | ø   | ù    | ú   | û   | ü                                             | ý   | þ   | ÿ   |